# امواج دانوب

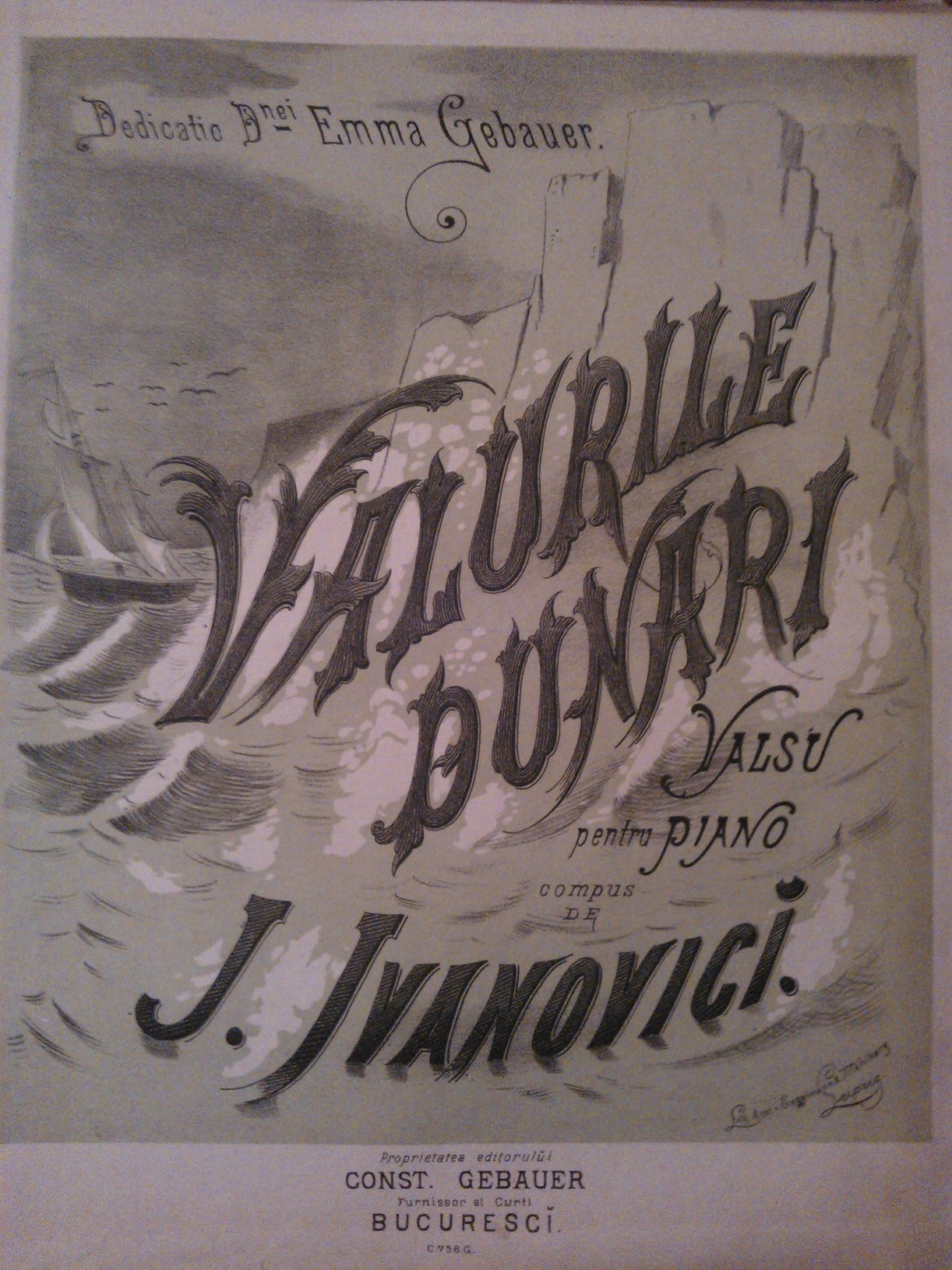
پوستر امواج دانوب

امواج دانوب (به رومانیایی: Valurile Dunării)، یک آهنگ والس است که جوزف ایوانوویچ آنرا در سال ۱۸۸۰ تنظیم کرد و امروزه شناخته‌شده‌ترین تون موسیقی رومانیایی در جهان است. از تم این آهنگ در سبک‌های مختلف موسیقی و نیز در موسیقی‌های متن فیلم‌ها و سریال‌های بسیاری استفاده شده‌است. این آهنگ را نباید با آهنگ والس دانوب آبی اثر یوهان اشتراوسِ پسر اشتباه گرفت.
این آهنگ در آمریکا بیشتر با نام آهنگ سالگرد شناخته می‌شود که به خاطر اقتباسی است که آل جولسون و سال چاپلین در سال ۱۹۴۶ از این آهنگ منتشر کردند.